# Old Lyme
Old Lyme ist eine Stadt im New London County im US-Bundesstaat Connecticut, mit ca. 7600 Einwohnern (Stand: 2010). Old Lyme ist mit der Nachbarstadt Lyme der Namensgeber für die Lyme-Borreliose.
In Old Lyme befindet sich die USA-Zentrale von Sennheiser.

## Geschichte
Old Lyme liegt am Ostufer der Mündung des Connecticut River und wurde am 13. Februar 1665 vom am Westufer gelegenen Ort Saybrook aus gegründet.
Beim Neuengland-Hurrikan 1938 wurden Teile der Stadt zerstört.

## Old Lyme Künstlerkolonie
Zu Beginn des 20. Jahrhunderts wurde in Old Lyme eine Künstlerkolonie gegründet, die bis heute existiert. Viele bedeutende amerikanische Impressionisten lebten in der Kolonie, darunter Childe Hassam, Edward Charles Volkert, Willard Metcalf, Wilson Irvine, William Henry Howe, Robert William Vonnoh und Henry Ward Ranger. Auch der aus Deutschland stammende Rudolf Scheffler ließ sich hier in den 1920er Jahren nieder.
Das Florence Griswold House, der Sitz der Kolonie, ist heute ein Museum für impressionistische Malerei.

## Hochschulen
Die Stadt verfügt über eine Kunsthochschule.

## Söhne und Töchter der Stadt
- Graham Beckel (* 1949), Schauspieler
- Matt Nickerson (* 1985), Eishockeyspieler

## Persönlichkeiten, die mit der Stadt verbunden sind
- Mathias J. Alten (1871–1938), Landschaftsmaler, lebte in der Stadt.
- Albert Einstein hatte ein Sommerhaus in Old Lyme[6] -
- Die Philosophin Susanne K. Langer starb in der Stadt.
- Der US-amerikanische Politiker Thomas R. Ball starb 1943 in der Stadt.
- Der Ökonom Richard Theodore Ely starb 1943 in der Stadt.
- Der US-amerikanische Politiker Thomas J. Dodd starb 1971 in der Stadt.
- Der Ornithologe Roger Tory Peterson starb 1996 in der Stadt.
- Der Kriminalschriftsteller George Harmon Coxe (1901–1984) lebte seit 1941 in der Stadt.
- Der Komiker und Schauspieler Chris Elliott lebt hier seit 2008 .
- Der Neurophysiologe und Kybernetiker Warren McCulloch hatte eine Farm hier.